# 山梨県道806号井出停車場線
山梨県道806号井出停車場線（やまなしけんどう806ごう いでていしゃじょうせん）は、山梨県南巨摩郡南部町を起点・終点とする一般県道である。

## 概要

### 路線データ
- 起点：山梨県南巨摩郡南部町井出（身延線井出駅前）
- 終点：山梨県南巨摩郡南部町福士（富栄橋西交差点＝国道52号交点、山梨県道801号高瀬福士線終点）

## 通過する自治体
- 山梨県南巨摩郡南部町

## 交差・接続する道路
- 山梨県道10号富士川身延線 ※一部重複
- 国道52号（富栄橋西交差点）
- 山梨県道801号高瀬福士線（同上）